# Чмыхало, Борис Анатольевич
Бори́с Анато́льевич Чмыха́ло (10 июня 1950, Абакан, Хакасская автономная область — 20 мая 2014, Красноярск) — советский и российский литературовед, доктор филологических наук, профессор, проректор по научной работе и международным связям Красноярского государственного педагогического университета им. В. П. Астафьева в 1998—2003 годах.

## Биография
Борис Анатольевич Чмыхало родился в семье известного советского и российского писателя Анатолия Чмыхало. Младшая сестра — О. А. Карлова.
В 1971 году окончил факультет русского языка и литературы Красноярского государственного педагогического института.
С 1975 г. преподавал на кафедре русской (ныне — мировой) литературы своего родного вуза, последние двадцать лет — в должности профессора кафедры, а в 1998—2003 годах — в должности заведующего этой кафедрой и проректора по научной работе и международным связям Красноярского государственного педагогического университета им. В. П. Астафьева. В 1993 году защитил докторскую диссертацию, а в 1995 году стал профессором.

## Научная деятельность
Опубликовал около 100 научных работ по истории русской литературы XVII—XX вв. Был руководителем отдела «Филология» редакции «Енисейского энциклопедического словаря» (Красноярск, 1998), членом редколлегии ряда историко-краеведческих изданий, руководил аспирантурой. Семь его учеников защитили кандидатские диссертации.
Б. А. Чмыхало получил также широкую известность как журналист и популяризатор науки, тесно сотрудничал с редакцией красноярской газеты «Городские новости». (литературный псевдоним: Анатолий Борисов). С большим интересом общественностью были встречены два тома его популярного труда по истории сибирской литературы под названием «Сибирский приказ».

## Основные труды
- Чмыхало Б. А. Литература Сибири XVII—XVIII вв. : учебное пособие по спецкурсу. — Красноярск : Красноярский рабочий, 1983. — 70, [2] с.
- Чмыхало Б. А. Литературно-критическая борьба в сибирских изданиях начала XX века : учебное пособие по спецкурсу. — Красноярск : Красноярский педагогический институт, 1987. — 79, [1] с.
- Чмыхало Б. А. Литературный регионализм : учебное пособие. — Красноярск : Красноярский педагогический институт, 1990. — 80 с.
- Чмыхало Б. А. Молодая Сибирь : регионализм в истории русской литературы : [учебное пособие для студентов-филологов, преподавателей вузов и школ]. — Красноярск : КГПУ, 1992. — 199, [1] с.
- Чмыхало Б. А. Сибирский приказ. Кн. 1. Чадо. — Красноярск : РИО КГПУ, 2007. — 291, [1] с.
- Чмыхало, Б. А. Сибирский приказ. Кн. 2 : Агнец. — Красноярск : РИО КГПУ, 2010. — 278, [1] с.

## Награды
- Награждён почётным знаком «Отличник народного просвещения Российской Федерации».